# کریستین لاکروآ
کریستین ماری مارک لاکروآ، (زاده ۱۶ مه ۱۹۵۱ )، طراح مد فرانسوی است. نام کریستین لاکروآ ممکن است به کمپانی تأسیس شده توسط وی نیز گفته شود.